# Banque Unie

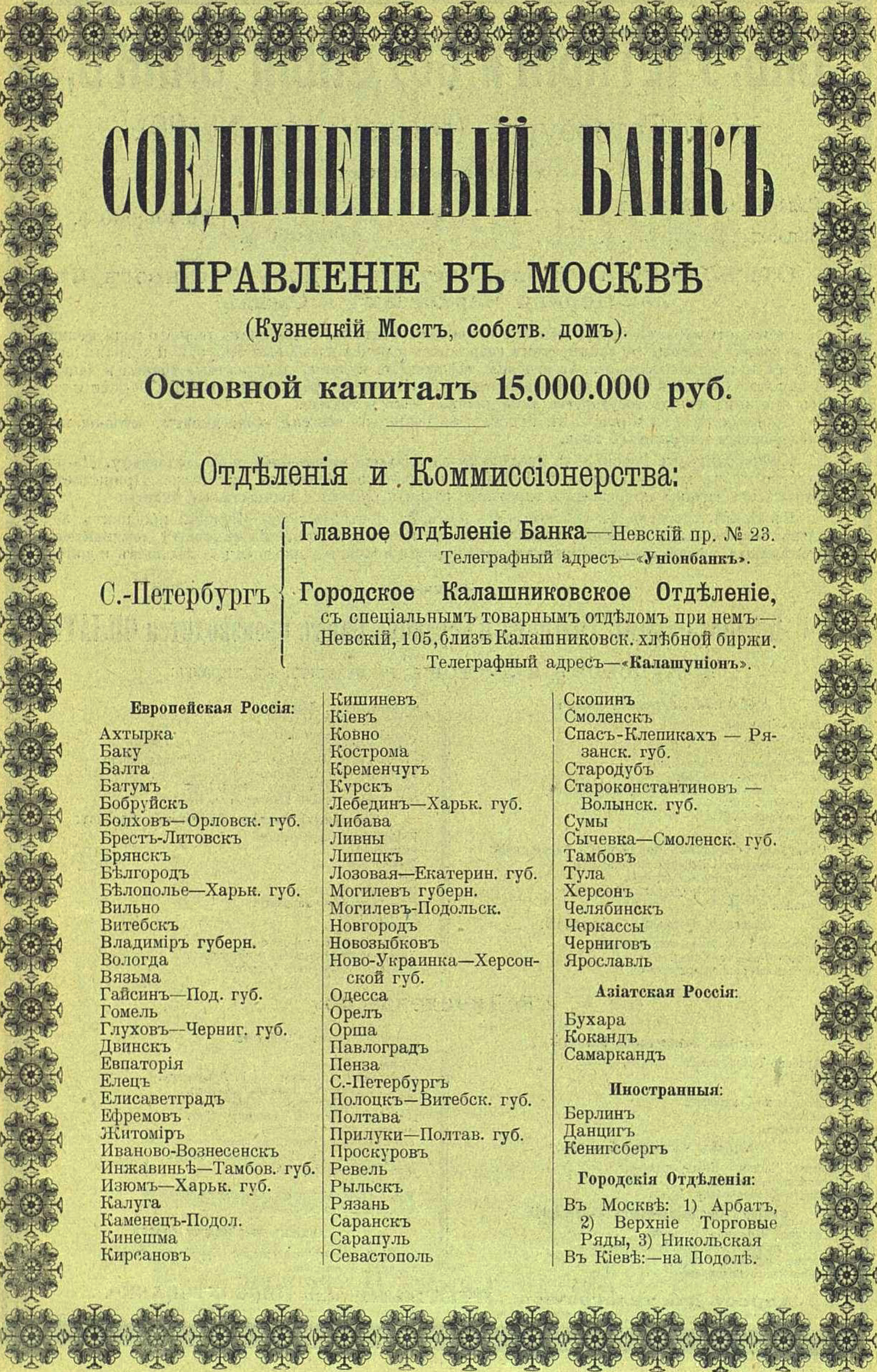
Réclame pour la banque Unie de 1911.

La Banque Unie (Соединённый банк, Soïedinionny bank) est une importante banque russe qui fut en activité de 1909 à 1917.

## Histoire
La fondation de la banque est permise par un décret de Nicolas II du 13/26 décembre 1908. La banque est formée sur la base de trois banques insolvables qui faisaient partie du groupe de Lazare Poliakov: la Banque industrielle de la Russie du Sud, la Banque de commerce international de Moscou et la Banque commerciale d'Oriol. Auparavant, les assemblées générales des actionnaires de chacune de ces banques avaient décidé de demander leur fusion. La charte de la Banque industrielle de Russie du Sud a été adoptée comme base de la charte de la nouvelle banque - les deux autres banques ont officiellement rejoint cette banque. Le capital autorisé total des banques est passé de 20 à 7,5 millions de roubles.
En 1910, l'actionnaire le plus important de cette banque est la Banque de l'Union parisienne. L'activité principale de la Banque Unie est le financement de l'industrie. En 1910, le capital fixe était déjà de 15 millions de roubles, en 1911 - 22,5 millions de roubles, en 1912 - 30 millions de roubles, en 1914-1917 - 40 millions de roubles. La banque dispose de 92 succursales dont 3 à l'étranger. Selon le volume de ses opérations, elle occupe la neuvième place en Russie parmi les banques privées. Le siège administratif se trouve à Moscou à l'angle de la rue du Pont des Forgerons (ou des Maréchaux-Ferrands) et de la rue de la Nativité. C'est aujourd'hui le siège de la Banque de Moscou. Le président jusqu'en mai 1917 est le comte Vladimir Tatichtchev, le président du conseil est Alexandre Lednitski. En mai 1917 (donc après la révolution de Février), le contrôle de la banque passe au groupe de Fiodor Stakheïev.
Après la révolution d'Octobre, la banque est nationalisée comme toutes les banques privées. Elle fusionne avec la banque d'État par un décret du 14/27 décembre 1917. Le décret du soviet des commissaires du peuple du 23 janvier/5 février 1918 confisque le capital et tous les biens déposés, ainsi que celui des autres banques au profit de la banque d'État de la république de Russie.